# Championnat de Jordanie de football
Le championnat de Jordanie de football a été créé en 1944.

## Palmarès
| Année                                 | Champion                  |
| 1944                                  | Al-Faisaly Club (1)       |
| 1945                                  | Al-Faisaly Club (2)       |
| 1946                                  | Jordan Club (1)           |
| 1947                                  | Al-Ahli Amman (1)         |
| 1948                                  | Pas de championnat        |
| 1949                                  | Al-Ahli Amman (2)         |
| 1950                                  | Al-Ahli Amman (3)         |
| 1951                                  | Al-Ahli Amman (4)         |
| 1952                                  | Al-Jazira Amman (1)       |
| 1953                                  | Pas de championnat        |
| 1954                                  | Al-Ahli Amman (5)         |
| 1955                                  | Al-Jazira Amman (2)       |
| 1956                                  | Al-Jazira Amman (3)       |
| Pas de championnat en 1957 et 1958    |                           |
| 1959                                  | Al-Faisaly Club (3)       |
| 1960                                  | Al-Faisaly Club (4)       |
| 1961                                  | Al-Faisaly Club (5)       |
| 1962                                  | Al-Faisaly Club (6)       |
| 1963                                  | Al-Faisaly Club (7)       |
| 1964                                  | Al-Faisaly Club (8)       |
| 1965                                  | Al-Faisaly Club (9)       |
| 1966                                  | Al-Faisaly Club (10)      |
| Pas de championnat entre 1967 et 1969 |                           |
| 1970                                  | Al-Faisaly Club (11)      |
| 1971                                  | Al-Faisaly Club (12)      |
| 1972                                  | Al-Faisaly Club (13)      |
| 1973                                  | Al-Faisaly Club (14)      |
| 1974                                  | Al-Faisaly Club (15)      |
| 1975                                  | Al-Ahli Amman (6)         |
| 1976                                  | Al-Faisaly Club (16)      |
| 1977                                  | Al-Faisaly Club (17)      |
| 1978                                  | Al-Ahli Amman (7)         |
| 1979                                  | Al-Ahli Amman (8)         |
| 1980                                  | Al-Weehdat Club (1)       |
| 1981                                  | Al Ramtha Sports Club (1) |
| 1982                                  | Al Ramtha Sports Club (2) |
| 1983                                  | Al-Faisaly Club (18)      |
| 1984                                  | Amman SC (1)              |
| 1985                                  | Al-Faisaly Club (19)      |
| 1986                                  | Al-Faisaly Club (20)      |
| 1987                                  | Al-Weehdat Club (2)       |
| 1988                                  | Al-Faisaly Club (21)      |
| 1989                                  | Al-Faisaly Club (22)      |
| 1990                                  | Al-Faisaly Club (23)      |
| 1991-1992                             | Al-Weehdat Club (3)       |
| 1992-1993                             | Al-Faisaly Club (24)      |
| 1993-1994                             | Al-Faisaly Club (25)      |
| 1994-1995                             | Al-Weehdat Club (4)       |
| 1995-1996                             | Al-Weehdat Club (5)       |
| 1996-1997                             | Al-Weehdat Club (6)       |
| 1997                                  | Al-Weehdat Club (7)       |
| 1998                                  | Championnat non terminé   |
| 1999                                  | Al-Faisaly Club (26)      |
| 2000                                  | Al-Faisaly Club (27)      |
| 2001                                  | Al-Faisaly Club (28)      |
| 2002-2003                             | Al-Faisaly Club (29)      |
| 2003-2004                             | Al-Faisaly Club (30)      |
| 2004-2005                             | Al-Weehdat Club (8)       |
| 2005-2006                             | Shabab Al-Ordon Club (1)  |
| 2006-2007                             | Al-Weehdat Club (9)       |
| 2007-2008                             | Al-Weehdat Club (10)      |
| 2008-2009                             | Al-Weehdat Club (11)      |
| 2009-2010                             | Al-Faisaly Club (31)      |
| 2010-2011                             | Al-Weehdat Club (12)      |
| 2011-2012                             | Al-Faisaly Club (32)      |
| 2012-2013                             | Shabab Al-Ordon Club (2)  |
| 2013-2014                             | Al-Weehdat Club (13)      |
| 2014-2015                             | Al-Weehdat Club (14)      |
| 2015-2016                             | Al-Weehdat Club (15)      |
| 2016-2017                             | Al-Faisaly Club (33)      |
| 2017-2018                             | Al-Weehdat Club (16)      |
| 2018-2019                             | Al-Faisaly Club (34)      |
| 2020-2021                             | Al-Weehdat Club (17)      |
| 2021                                  | Al Ramtha Sports Club (3) |
| 2022                                  | Al-Faisaly Club (35)      |
| 2023-2024                             | Al Hussein Irbid (1)      |
| 2024-2025                             | Al Hussein Irbid (2)      |

## Bilan
| Club                  | Titres | Années |
| --------------------- | ------ | --- |
| Al-Faisaly Club       | 35     | 1944, 1945, 1959, 1960, 1961, 1962, 1963, 1964, 1965, 1966, 1970, 1971, 1972, 1973, 1974, 1976, 1977, 1983, 1985, 1986, 1989, 1990, 1991, 1993, 1994, 1999, 2000, 2001, 2003, 2004, 2010, 2012, 2017, 2019, 2022 |
| Al-Weehdat Club       | 17     | 1980, 1987, 1991, 1994, 1995, 1996, 1997, 2005, 2007, 2008, 2009, 2011, 2014, 2015, 2016, 2018, 2021 |
| Al-Ahli Amman         | 8      | 1947, 1949, 1950, 1951, 1954, 1975, 1978, 1979 |
| Al-Jazira Amman       | 3      | 1952, 1955, 1956 |
| Al Ramtha Sports Club | 3      | 1981, 1982, 2021 |
| Shabab Al-Ordon Club  | 2      | 2006, 2013 |
| Al Hussein Irbid      | 2      | 2024, 2025 |
| Amman SC              | 1      | 1984 |
| Jordan Club           | 1      | 1946 |